# Лемер, Якоб
Я́коб Леме́р, Якоб Ле-Мер, Якоб ле Мэр (нидерл. Jacob Le Maire; около 1585 — 22 декабря 1616) — нидерландский мореплаватель.
Вместе с Виллемом Схаутеном и братом Даниэлем совершил кругосветное путешествие в 1615—1616 годах. Экспедицию организовал отец Якоба и Даниэля, купец-авантюрист Исаак ле Мэр, а профинансировали её граждане Хорна, пытавшиеся возродить экономику некогда процветавшего, а в XVII веке угасшего города. Целью экспедиции на судах «Эндрахт» (220 тн) и «Хорн» (110 тн) было нахождение нового пути к Островам пряностей — Молуккским островам — через Тихий океан, в обход монополии Голландской Ост-Индской компании, контролировавшей единственный известный проход через Магелланов пролив.
В конце мая 1615 года Лемер и Схаутен отплыли из Хорна. 7 декабря 1615 года у берегов Патагонии на «Хорне» возник пожар, полностью его уничтоживший. 25 декабря 1615 года Лемер и Схаутен открыли остров Эстадос, который они назвали Землёй Штатов, посчитав его северной оконечностью Неведомой Южной земли. Пролив между островами Эстадос и Огненная Земля сейчас называется проливом Ле-Мер. 29 января 1616 года они подошли к считавшейся тогда самой южной точке Южной Америки — мысу Горн (назван в честь родного города Схаутена — Хорн). В апреле 1616 года Лемер и Схаутен открыли несколько островов архипелага Туамоту, в мае — северную часть островов Тонга, и 25 июня достигли архипелага Бисмарка, открыв острова Новая Ирландия и Новый Ганновер. 17 сентября 1616 года экспедиция прибыла к Молуккским островам после шестнадцати с половиной месяцев плавания. Наместник Голландской Ост-Индской компании в Батавии арестовал моряков и конфисковал «Эндрахт» за нарушение монопольного патента, но после непродолжительного ареста голландцам дозволили вернуться на родину. Якоб Лемер умер на обратном пути из Индии в Амстердам.